# Ras le cœur
Pour plus de détails, voir Fiche technique et Distribution.
Ras le cœur est un film français réalisé par Daniel Colas, sorti en 1980.

## Fiche technique
- Titre : Ras le cœur
- Réalisation : Daniel Colas, assisté de Marc Guilbert
- Conseiller technique : Alain-Michel Blanc
- Scénario : Daniel Colas
- Photographie : Roland Dantigny
- Décors : Jean-Claude Sévenet
- Son : Alain Contreault
- Musique : Michel Fugain
- Montage : Pierre Didier
- Sociétés de production : Silke Productions - Les Films de l'Épée - Serfilm
- Pays d’origine :  France
- Durée : 98 minutes
- Date de sortie : France, 19 mars 1980

## Distribution
- Silke Humel : Barbara
- Daniel Colas : Julien
- Patrick Chesnais : Vernier
- Xavier Saint-Macary: Roland
- Georges Chamarat : M. Dufour
- François Perrot : Blanzac
- Patrice Melennec  : Le joueur de poker